# 레디 플레이어 원 (영화)
《레디 플레이어 원》(영어: Ready Player One)은 2018년 개봉한 미국의 SF 모험 영화이다. 스티븐 스필버그 감독의 연출작으로 어니스트 클라인의 동명 소설을 영화화했으며, 클라인이 직접 각본 작업에 참여했다. 타이 셰리던, 올리비아 쿡, 벤 멘덜슨, 마크 라일랜스, 사이먼 페그가 출연한다.
유명 게임이나 영화의 캐릭터들이 대거 출연한다.

## 줄거리
암울하기만 한 2045년, 상상한 모든 게 이루어지는 가상세계 ‘오아시스(OASIS)’ 속에 숨겨진 이스터에그를 찾는 모험을 그린 이야기이다.

## 출연진
- 타이 셰리던 - 웨이드 오언 와츠 / 파지벌
- 올리비아 쿡 - 서맨사 에블린 쿡 / 아르테미스
- 벤 멘덜슨 - 놀런 소렌토
- 마크 라일랜스 - 제임스 도너번 핼리데이 / 아노락
- 모리사키 윈 - 요시아키 도시로 / 다이토
- 필립 자오 - 가라쓰 아키히데 / 쇼토
- 리나 웨이스 - 헬렌 하리스 / 에이치
- T. J. 밀러 - 아이락
- 해나 존케이먼 - 피날레 잔도르
- 사이먼 페그 - 오그든 모로 / 큐레이터
- 수전 린치 - 앨리스 이모
- 랠프 아인슨 - 릭
- 퍼디타 위크스 - 키라